# Charles Ferrière
Charles Ferrière, né à Genève en 1888 et mort en 1979 dans cette même ville, est un entomologiste suisse spécialiste des hyménoptères, des auxiliaires entomophages et de la lutte biologique.

## Biographie
Charles Ferrière naît à Genève le 6 octobre 1888. Il est fils de Frédéric Ferrière médecin et fondateur de la section civile de l'Agence internationale des prisonniers de guerre, et frère d'Adolphe Ferrière, pédagogue. Il est diplômé de l'Université de Genève en 1910. Il accompagne la même année le professeur E. Bugnion, de l'Université de Lausanne, à Ceylan pendant six mois pour l'étude de termites, en tant qu'assistant et photographe. Toutefois, il préférera pendant le reste de sa carrière travailler sur des insectes des collections. Puis il obtient un diplôme de l'Université d'Edimbourg en 1911. Il soutient sa thèse sur les organes respiratoires d'hémiptères aquatiques en 1913. Il travaille au Musée d'histoire naturelle de Berne de 1917 à 1927 comme conservateur des collections entomologiques, puis pendant 13 ans au siège suisse du Commonwealth Institute of Biological Control. À partir des années 1940 jusqu'à après sa retraite, il travaille sur la taxinomie des Chalcidiens, hyménoptères parasitoïdes, au Muséum d'histoire naturelle de Genève (MHNG). Il s'investit pour la création du Centre international d'identification des insectes entomophages au MHNG en 1958, dont il sera le directeur. Il est l'auteur de 150 publications scientifiques.
Il a été nommé membre honoraire de nombreuses sociétés, successivement la Société entomologique royale de Londres (1949), de France (1950), de Belgique (1950), des Pays-Bas (1951), de Suisse (1955), de Bavière (1964) et de Genève (1965), et a été correspondant de la Zoological Society of London (1955).

## Taxons décrits
Ferrière a décrit ou co-décrit les 24 genres suivants :
- Anagyrietta Ferrière, 1955
- Leeuweniella Ferrière, 1929
- Louricia Ferrière, 1936
- Mantiphaga Ferrière, 1955
- Metaplectrus Ferrière, 1941
- Micropodagrion Ferrière, 1955
- Neoplectrus Ferrière, 1940
- Pareuderus Ferrière, 1931
- Pholidocerodes Ferrière, 1955
- Platecrizotes Ferrière, 1934
- Platencyrtus Ferrière, 1955
- Platyplectrus Ferrière, 1941
- Plesiospilus Ferrière, 1954
- Proleurocerus Ferrière, 1935
- Protanaostigma Ferrière, 1929
- Ramalia Ferrière, 1953
- Stenopteromymar Ferrière, 1952
- Tarachodiphaga Ferrière, 1955
- Thaumatorymus Ferrière & Novický, 1954
- Thripobius Ferrière, 1938
- Trichilogastroides Ferrière, 1947
- Trichospilus Ferrière, 1930
- Urotyndarichus Ferrière, 1955
- Xiphydriophagus Ferrière, 1952

Il a également décrit ou co-décrit près de 300 espèces ou sous-espèces :
- Abbella mariellae Ferrière, 1931
- Aceratoneuromyia atherigonae Ferrière, 1960
- Achrysocharella orientalis Ferrière, 1933
- Achrysocharella ritchiei Ferrière, 1936
- Achrysocharis lyonetiae Ferrière, 1952
- Achrysocharis promecothecae Ferrière, 1931
- Achrysopophagus annulatus Ferrière, 1951
- Achrysopophagus javanicus Ferrière, 1951
- Acroclisoides africanus Ferrière, 1940
- Acroclisoides indicus Ferrière, 1931
- Agiommatus acherontiae Ferrière, 1931
- Agiommatus antherinae Ferrière, 1951
- Agiommatus attaci Ferrière, 1930
- Alaptus andersoni Ferrière, 1930
- Amblymerus flaviclavatus Ferrière, 1952
- Anagrus cicadulinae Ferrière, 1930
- Anagyrietta pantherina Ferrière, 1955
- Anagyrus lilacini Ferrière, 1937
- Anagyrus schmuttereri Ferrière, 1955
- Anaphoidea gonipteri Ferrière, 1930
- Anastatoidea afra Ferrière, 1938
- Anastatoidea capensis Ferrière, 1938
- Anastatoidea decorata Ferrière, 1938
- Anastatoidea gonometae Ferrière, 1938
- Anastatoidea indica Ferrière, 1938
- Anastatoidea jacobsoni Ferrière, 1938
- Anastatoidea lamborni Ferrière, 1938
- Anastatoidea longicauda Ferrière, 1938
- Anastatoidea montana Ferrière, 1938
- Anastatoidea philippinensis Ferrière, 1938
- Anastatoidea rufescens Ferrière, 1938
- Anastatoidea salomonis Ferrière, 1938
- Anastatoidea seyrigi Ferrière, 1936
- Anastatus antestiae Ferrière, 1930
- Anastatus axiagasti Ferrière, 1933
  - Anastatus axiagasti axiagasti Ferrière, 1933
  - Anastatus axiagasti rufithorax Ferrière, 1933
- Anastatus bernardi Ferrière, 1954
- Anastatus bifasciatus var. antestiae Ferrière, 1930
- Anastatus bifasciatus var. hancocki Ferrière, 1930
- Anastatus blattidarum Ferrière, 1930
- Anastatus brevipennis Ferrière, 1935
- Anastatus dasyni Ferrière, 1935
- Anastatus menzeli Ferrière, 1930
- Anastatus menzeli var. obscurus Ferrière, 1930
- Anastatus myrmecobius Ferrière, 1931
- Anastatus piezosterni Ferrière, 1935
- Anastatus ruficaudus Ferrière, 1954
- Anastatus uromeni Ferrière, 1968
- Anicetus dodonia Ferrière, 1935
- Anthemus evallaspidis Ferrière, 1964
- Anthemus pini Ferrière, 1927
- Apanteles syleptae Ferrière, 1925
- Aphycoides merceti Ferrière, 1953
- Aprostocetus aspidomorphae Ferrière, 1938
- Aprostocetus roseveari Ferrière, 1931
- Apterencyrtus eriococci Ferrière, 1955
- Archenomus arabicus Ferrière, 1970
- Bairamlia nidicola Ferrière, 1934
- Bassus senegalensis Ferrière, 1925
- Bothriothorax ghesquieri Ferrière, 1956
- Bothriothorax wichmani Ferrière, 1956
- Brachymeria fijiensis Ferrière, 1929
- Calosota mateui Ferrière, 1966
- Calosota saharensis Ferrière, 1966
- Calosota sinensis Ferrière, 1935
- Carausius scotti Ferrière, 1912
- Cassidocida africana Ferrière, 1938
- Centrodora idioceri Ferrière, 1931
- Centrodora italica Ferrière, 1938
- Ceraphron fijiensis Ferrière, 1933
- Cerchysius lyperosiae Ferrière, 1933
- Chrysocharis lepelleyi Ferrière, 1936
- Cirrospilus cinctiventris Ferrière, 1936
- Cirrospilus longifasciatus Ferrière, 1936
- Coccidencyrtus phenacocci Ferrière, 1955
- Coccophagoides parvipennis Ferrière, 1955
- Decatoma spinifera Ferrière, 1929
- Derostenus coffeae Ferrière, 1936
- Diglyphus cupratus Ferrière, 1960
- Dimeromicrus lindbergi Ferrière, 1960
- Dimmockia javanica Ferrière, 1933
- Dimmockia kampalana Ferrière, 1938
- Dinarmus coimbatorensis Ferrière, 1939
- Dinarmus mongolicus Ferrière, 1936
- Dirhinus wohlfahrtiae Ferrière, 1935
- Elasmus africanus Ferrière, 1929
- Elasmus arcuatus Ferrière, 1947
- Elasmus ceylonicus Ferrière, 1929
- Elasmus corbetti Ferrière, 1930
- Elasmus cyprianus Ferrière, 1947
- Elasmus flaviceps Ferrière, 1931
- Elasmus giraudi Ferrière, 1947
- Elasmus hispidarum Ferrière, 1933
- Elasmus homonae Ferrière, 1929
- Elasmus hutsoni Ferrière, 1929
- Elasmus hyblaeae Ferrière, 1929
- Elasmus johnstoni Ferrière, 1929
- Elasmus lamborni Ferrière, 1929
- Elasmus leucopterae Ferrière, 1931
- Elasmus masii Ferrière, 1929
  - Elasmus masii masii Ferrière, 1929
  - Elasmus masii natalensis Ferrière, 1931
- Elasmus nowickii Ferrière, 1947
- Elasmus phthorimaeae Ferrière, 1947
- Elasmus platyedrae Ferrière, 1935
- Elasmus rufiventris Ferrière, 1947
- Elasmus syleptae Ferrière, 1929
- Elasmus vibicellae Ferrière, 1947
- Elasmus zehntneri Ferrière, 1929
- Endovipio dodecanesi Ferrière, 1922
- Entedon apionidis Ferrière, 1938
- Entedon pempheridis Ferrière, 1939
- Epexoclaenoides calligastri Ferrière, 1938
- Euderus gossypii Ferrière, 1931
- Euderus malayensis Ferrière, 1930
- Eupelmella maculata Ferrière, 1954
- Eupelmella pedatoria Ferrière, 1939
- Eupelmella seculata Ferrière, 1954
- Eupelmus aspidoprocti Ferrière, 1941
- Eupelmus catoxanthae Ferrière, 1940
- Eupelmus curculionis Ferrière, 1935
- Eupelmus orientalis Ferrière, 1929
- Eupelmus soudanensis Ferrière, 1925
- Euplectromorpha artonae Ferrière, 1940
- Euplectromorpha ausensis Ferrière, 1941
- Euplectromorpha brevicornis Ferrière, 1941
- Euplectromorpha kampalana Ferrière, 1941
- Euplectromorpha karnyi Ferrière, 1941
- Euplectromorpha kiambuensis Ferrière, 1941
- Euplectromorpha malayensis Ferrière, 1941
- Euplectromorpha nitidiceps Ferrière, 1941
- Euplectromorpha obscurata Ferrière, 1941
- Euplectromorpha salomonis Ferrière, 1941
- Euplectromorpha striolata Ferrière, 1941
- Euplectromorpha variegata Ferrière, 1941
- Euplectromorpha viridiceps Ferrière, 1940
- Euplectrus aburiensis Ferrière, 1941
- Euplectrus brevitarsis Ferrière, 1941
- Euplectrus cacoeciae Ferrière, 1941
- Euplectrus ceresensis Ferrière, 1941
- Euplectrus epiplemae Ferrière, 1941
- Euplectrus fulvicoxis Ferrière, 1941
- Euplectrus fuscipes Ferrière, 1941
- Euplectrus indicus Ferrière, 1941
- Euplectrus laphygmae Ferrière, 1941
- Euplectrus liparidis Ferrière, 1941
- Euplectrus nigrescens Ferrière, 1941
- Euplectrus nigriceps Ferrière, 1941
- Euplectrus nigroclypeatus Ferrière, 1941
- Euplectrus parvulus Ferrière, 1941
- Euplectrus petiolatus Ferrière, 1941
- Euplectrus phthorimaeae Ferrière, 1941
- Euplectrus rufiventris Ferrière, 1941
- Euplectrus seychellensis Ferrière, 1941
- Euplectrus singularis Ferrière, 1941
- Euplectrus turneri Ferrière, 1941
- Eurytoma braconidis Ferrière, 1929
- Eurytoma promecothecae Ferrière, 1939
- Eurytoma syleptae Ferrière, 1931
- Eurytoma verbena Ferrière, 1931
- Eutelus tamaricum Ferrière, 1931
- Habrolepis guineensis Ferrière, 1953
- Haeckeliana brontispae Ferrière, 1931
- Harmolita graeca Ferrière, 1930
- Homoporus luniger braconidis Ferrière & Faure, 1925
- Irichohalticella tirathabae Ferrière, 1933
- Iridophaga lamborni Ferrière, 1958
- Leeuweniella ficophila Ferrière, 1929
- Leptomastix brevicornis Ferrière, 1957
- Leptomastix brevipennis Ferrière, 1957
- Lisseurytoma decorata Ferrière, 1947
- Louricia ovivora Ferrière, 1936
- Mantiphaga capensis Ferrière, 1958
- Megastigmus leeuweni Ferrière, 1929
- Mercetina algirica Ferrière, 1954
- Mercetina berlandi Ferrière, 1954
- Mercetina longicauda Ferrière, 1954
- Mesidia longicornis Ferrière, 1962
- Mesocomys orientalis Ferrière, 1935
- Mesocomys pauliani Ferrière, 1951
- Metapelma angustipes Ferrière, 1938
- Metapelma berlandi Ferrière, 1938
- Metapelma elegantulum Ferrière, 1938
- Metapelma giraulti Ferrière, 1938
- Metapelma madecassa Ferrière, 1938
- Metapelma ruficauda Ferrière, 1938
- Metapelma salomonis Ferrière, 1938
- Metapelma turneri Ferrière, 1938
- Metaplectrus thoseae Ferrière, 1941
- Micropodagrion pauliani Ferrière, 1955
- Microterys truncatipennis Ferrière, 1955
- Neanastatus longitarsis Ferrière, 1938
- Neanastatus maiwalei Ferrière, 1938
- Neanastatus obscuratus Ferrière, 1938
- Neanastatus occidentalis Ferrière, 1938
- Neanastatus oryzae Ferrière, 1938
- Neanastatus proximus Ferrière, 1938
- Neanastatus robustus Ferrière, 1938
- Neanastatus rufatus Ferrière, 1938
- Neanastatus tenuis Ferrière, 1938
- Neanastatus turneri Ferrière, 1938
- Neocatolaccus nupserhae Dutt & Ferrière, 1931
- Neocatolaccus sphenopterae Ferrière, 1931
- Neoplectrus areolatus Ferrière, 1941
- Neoplectrus bicarinatus Ferrière, 1940
- Neoplectrus maculatus Ferrière, 1940
- Norbanus acuminatus Ferrière & Dutt, 1961
- Oligosita xiphidii Ferrière, 1926
- Omphale scutellata Ferrière, 1952
- Ooencyrtus batocerae Ferrière, 1936
- Ooencyrtus corbetti Ferrière, 1931
- Ooencyrtus erionotae Ferrière, 1931
- Ooencyrtus fecundus Ferrière & Voegelé, 1961
- Ooencyrtus major Ferrière, 1931
- Ooencyrtus malayensis Ferrière, 1931
- Ooencyrtus nigerrimus Ferrière & Voegelé, 1961
- Ooencyrtus prospheris Ferrière, 1947
- Pachytomoides ghesquierei Ferrière, 1958
- Pachytomoides kivuensis Ferrière, 1958
- Pachytomoides polyspilotae Ferrière, 1958
- Pachytomoides seyrigi Ferrière, 1958
- Pachytomoides turneri Ferrière, 1958
- Paraphaenodiscus algiricus Ferrière, 1956
- Paraphaenodiscus subterraneus Ferrière, 1956
- Pareuderus torymoides Ferrière, 1931
- Pediobius grandii Ferrière, 1954
- Perilampella raphidophorae Ferrière, 1929
- Perilampella scindapsi Ferrière, 1947
- Perilampus microgastris Ferrière, 1930
- Perilitus morimi Ferrière, 1931
- Philomides hoggariensis Ferrière, 1968
- Picroscytus giordanii Ferrière, 1952
- Platecrizotes sudanensis Ferrière, 1934
- Platencyrtus parkeri Ferrière, 1955
- Platyplectrus capensis Ferrière, 1941
- Platyplectrus natadae Ferrière, 1941
- Platyplectrus ornatus Ferrière, 1941
- Platyplectrus orthocraspedae Ferrière, 1941
- Pleurotropis coffeicola Ferrière, 1936
- Pleurotropis painei Ferrière, 1933
- Pleurotropis parvulus Ferrière, 1933
- Pleurotropis ptychomyiae Ferrière, 1940
- Pnigalio mediterraneus Ferrière & Delucchi, 1957
- Polynema elisabethae Ferrière, 1931
- Prodecatoma philodendri Ferrière, 1924
- Proleurocerus fulgoridis Ferrière, 1935
- Prospaltella intermedia Ferrière, 1961
- Protanaostigma derricola Ferrière, 1932
- Protanaostigma milletiae Ferrière, 1929
- Pseudaphycus orientalis Ferrière, 1937
- Psyllaephagus agonoscemae Ferrière, 1961
- Psyllaephagus merceti Ferrière, 1961
- Psyllaephagus phytolymae Ferrière, 1931
- Psyllaephagus pistaciae Ferrière, 1961
- Scelio remaudierei Ferrière, 1952
- Scelio zolotarevskyi Ferrière, 1930
- Schizonotus pailloti Ferrière & Faure, 1925
- Scymnophagus mesnili Ferrière, 1954
- Sphegigaster cuscutae Ferrière, 1959
- Stenomesius bitinctus Ferrière, 1960
- Stenopteromymar biciliatus Ferrière, 1952
- Stilbula viridiceps Ferrière, 1960
- Stomatoceras schulthessi Ferrière, 1935
- Sympiesis bukobensis Ferrière, 1936
- Sympiesis lindbergi Ferrière, 1960
- Syntomosphyrum javanicum Ferrière, 1933
- Syntomosphyrum obscuriceps Ferrière, 1940
- Syntomosphyrum zygaenarum Ferrière, 1933
  - Syntomosphyrum zygaenarum zygaenarum Ferrière, 1933
  - Syntomosphyrum zygaenarum nigricoxis Ferrière, 1940
- Systole atlanticus Ferrière, 1960
- Teleopterus violaceus Ferrière, 1936
- Tetracampe diprioni Ferrière, 1935
- Tetracnemus spilococci Ferrière, 1957
- Tetrastichodes brontispae Ferrière, 1933
- Tetrastichodes leucopterae Ferrière, 1936
- Tetrastichodes plesispae Ferrière, 1933
- Tetrastichus casuarinae Ferrière, 1929
- Tetrastichus conwentziae Ferrière, 1959
- Tetrastichus encyrti Ferrière, 1926
- Tetrastichus gardneri Ferrière, 1931
- Tetrastichus ovulorum Ferrière, 1930
- Tetrastichus schoenobii Ferrière, 1931
- Tetrastichus taylori Ferrière, 1933
- Tetrastichus tineivorus Ferrière, 1941
- Thaumatorymus notanisoides Ferrière & Novický, 1954
- Thripobius hirticornis Ferrière, 1938
- Thripoctenoides gaussi Ferrière, 1958
- Thripoctenus kutteri Ferrière, 1936
- Trichaporus gallicola Ferrière, 1924
- Trichilogaster arabica Ferrière, 1947
- Trichilogaster esculenta Ferrière, 1947
- Trichospilus pupivorus Ferrière, 1930
- Trigonogastra brunneicornis Ferrière, 1930
- Trigonogastra nigricola Ferrière, 1936
- Urotyndarichus antoninae Ferrière, 1955
- Xanthoencyrtus meridionalis Ferrière, 1955
- Xanthoencyrtus phragmitis Ferrière, 1955

## Hommages
Un certain nombre de taxons ont été décrits en sa mémoire :
- Agrilocida ferrierei Steffan, 1964
- Anaphes ferrierei (Soyka, 1946)
- Anastatus ferrierei Kalina, 1981
- Anteromorpha ferrierei (Masner, 1958)
- Antrocephalus ferrierei (Masi, 1936)
- Callitula ferrierei Bouček, 1964
- Callocleonymus ferrierei Kerrich, 1957
- Calosota ferrierei Hedqvist, 1970
- Comones ferrierei (Burks, 1964)
- Diparisca ferrierei Hedqvist, 1964
- Dirhicnus ferrierei (Hedqvist, 1959)
- Elasmus ferrierei Hedqvist, 1960
- Ferrierelus bernardi Théobald, 1937
- Homalotylus ferrierei Hayat, Alam & Agarwal, 1975
- Lelaps ferrierei Hedqvist, 1964
- Metaphycus ferrierei Compere, 1940
- Monacon ferrierei Baltazar, 1961
- Mucrencyrtus ferrierei (Burks, 1964)
- Ooencyrtus ferrierei Shafee, Alam & Agarwal, 1975
- Prosopocera ferrierei Breuning, 1950
- Trichospilus ferrierei Bouček, 1976

## Publications
Années 1920
- C. Ferrière, « Les habitants des galles de Cynips quercus-tozzae au Tessin », Bulletin de la Société Entomologique Suisse, Société Entomologique Suisse (d), vol. 13,‎ 1926, p. 472 (ISSN 0036-7575 et 2297-539X, OCLC 1586648, DOI 10.5169/SEALS-400728, lire en ligne).
- C. Ferrière, « La phorésie chez les insectes », Bulletin de la Société Entomologique Suisse, Société Entomologique Suisse (d), vol. 13,‎ 1926, p. 489 (ISSN 0036-7575 et 2297-539X, OCLC 1586648, DOI 10.5169/SEALS-400733, lire en ligne).
- (pl) Charles Ferrière, « Note sur un Diapriide (Hyménoptère), hote de Solenopsis fugax Latr », Konowia, vol. 6,‎ 1927, p. 282-286 (OCLC 427361267, lire en ligne).
- C. Ferrière, « Braconides de la Suisse », Bulletin de la Société Entomologique Suisse, Société Entomologique Suisse (d),‎ 1927, p. 5 (ISSN 0036-7575 et 2297-539X, OCLC 1586648, DOI 10.5169/SEALS-400737, lire en ligne).

Années 1930
- Charles Ferrière, « Note sur les Parasites de Lyperosia exigua de Meij », Revue suisse de zoologie, MHNG, vol. 40, no 34,‎ 1933, p. 637–644 (ISSN 0035-418X, DOI 10.5962/BHL.PART.117665).
- C. Ferrière, « Note sur les Pireninae, avec descriptions de deux nouvelles espèces », Bulletin de la Société Entomologique Suisse, Société Entomologique Suisse (d), vol. 16,‎ 1934, p. 83 (ISSN 0036-7575 et 2297-539X, OCLC 1586648, DOI 10.5169/SEALS-400810, lire en ligne).
- C. Ferrière, « Les Hyménoptères parasites des mouches Tsétsé », Bulletin de la Société Entomologique Suisse, Société Entomologique Suisse (d), vol. 16,‎ 1935, p. 328 (ISSN 0036-7575 et 2297-539X, OCLC 1586648, DOI 10.5169/SEALS-400820, lire en ligne).

Années 1940
- C. Ferrière, « Les parasites de la Teigne des vêtements », Bulletin de la Société Entomologique Suisse, Société Entomologique Suisse (d), vol. 18,‎ 1941, p. 374 (ISSN 0036-7575 et 2297-539X, OCLC 1586648, DOI 10.5169/SEALS-400918, lire en ligne).
- Paul Bovey et Charles Ferrière, « Sur quelques parasites des Tordeuses du genre Gypsonoma Meyrick », Bulletin de la Société Entomologique Suisse, Société Entomologique Suisse (d), vol. 19,‎ 1944, p. 199 (ISSN 0036-7575 et 2297-539X, OCLC 1586648, DOI 10.5169/SEALS-400948, lire en ligne).
- C. Ferrière, « Un Ichneumonide redécouvert en Suisse », Bulletin de la Société Entomologique Suisse, Société Entomologique Suisse (d), vol. 19,‎ 1946, p. 694 (ISSN 0036-7575 et 2297-539X, OCLC 1586648, DOI 10.5169/SEALS-400971, lire en ligne).
- Charles Ferrière, « Les Gasteruption de la Suisse (Hym. Evaniidæ) », Bulletin de la Société Entomologique Suisse, Société Entomologique Suisse (d), vol. 20,‎ 1946, p. 232 (ISSN 0036-7575 et 2297-539X, OCLC 1586648, DOI 10.5169/SEALS-400989, lire en ligne).
- (en) Charles Ferrière, « A chalcidoid egg-parasite of an Australian buprestid », Bulletin of Entomological Research, Cambridge University Press et Institut international d'entomologie (d), vol. 37, no 4,‎ 1er mars 1947, p. 629-631 (ISSN 0007-4853 et 1475-2670, OCLC 1537749, PMID 20287806, DOI 10.1017/S0007485300030121).
- C. Ferrière, « Les espèces européennes du genre Elasmus Westw. (Hym. Chalc.) », Bulletin de la Société Entomologique Suisse, Société Entomologique Suisse (d), vol. 20,‎ 1947, p. 565 (ISSN 0036-7575 et 2297-539X, OCLC 1586648, DOI 10.5169/SEALS-401014, lire en ligne).
- C. Ferrière, « La sous-famille des Cheiropachinae (Hym. Pteromalidae) », Bulletin de la Société Entomologique Suisse, Société Entomologique Suisse (d), vol. 21,‎ 1948, p. 516 (ISSN 0036-7575 et 2297-539X, OCLC 1586648, DOI 10.5169/SEALS-401048, lire en ligne).
- C. Ferrière, « Un curieux Mymaride : Petiolaria anomala Bl. et Kr. », Bulletin de la Société Entomologique Suisse, Société Entomologique Suisse (d), vol. 21,‎ 1948, p. 555 (ISSN 0036-7575 et 2297-539X, OCLC 1586648, DOI 10.5169/SEALS-401051, lire en ligne).
- C. Ferrière, « Notes sur quelques Encyrtides de la Suisse (Hym. Chalcidoidea) », Bulletin de la Société Entomologique Suisse, Société Entomologique Suisse (d), vol. 22,‎ 1949, p. 369 (ISSN 0036-7575 et 2297-539X, OCLC 1586648, DOI 10.5169/SEALS-401072, lire en ligne).

Années 1950
- C. Ferrière, « Notes sur les Eurytoma (Hym. Chalcidoidea) », Bulletin de la Société Entomologique Suisse, Société Entomologique Suisse (d), vol. 23,‎ 1950, p. 377 (ISSN 0036-7575 et 2297-539X, OCLC 1586648, DOI 10.5169/SEALS-401112, lire en ligne).
- C. Ferrière, « Parasites de Lyonetia clerckella en Valais (Hym. Chalcidoidea) », Bulletin de la Société Entomologique Suisse, Société Entomologique Suisse (d), vol. 25,‎ 1952, p. 29 (ISSN 0036-7575 et 2297-539X, OCLC 1586648, DOI 10.5169/SEALS-401142, lire en ligne).
- C. Ferrière, « Un nouveau genre de Myrmaride (Hym.) », Bulletin de la Société Entomologique Suisse, Société Entomologique Suisse (d), vol. 25,‎ 1952, p. 41 (ISSN 0036-7575 et 2297-539X, OCLC 1586648, DOI 10.5169/SEALS-401143, lire en ligne).
- C. Ferrière, « Encyrtides paléarctique (Hym. Chalcidoidea) : nouvelle table des genres avec notes et synonymies », Bulletin de la Société Entomologique Suisse, Société Entomologique Suisse (d), vol. 26,‎ 1953 (ISSN 0036-7575 et 2297-539X, OCLC 1586648, DOI 10.5169/SEALS-401171, lire en ligne).
- C. Ferrière, « Eupelmides brachyptères (Hym. Chalcidoidea) », Bulletin de la Société Entomologique Suisse, Société Entomologique Suisse (d), vol. 27,‎ 1954 (ISSN 0036-7575 et 2297-539X, OCLC 1586648, DOI 10.5169/SEALS-401198, lire en ligne).
- C. Ferrière et S. Novicky, « Un nouveau genre de Torymide (Hym. Chalcidoidea) », Bulletin de la Société Entomologique Suisse, Société Entomologique Suisse (d), vol. 27,‎ 1954, p. 33 (ISSN 0036-7575 et 2297-539X, OCLC 1586648, DOI 10.5169/SEALS-401201, lire en ligne).
- Charles Ferrière, « Note sur les Hyménoptères des champignons », Bulletin de la Société Entomologique Suisse, Société Entomologique Suisse (d), vol. 28,‎ 1955, p. 106 (ISSN 0036-7575 et 2297-539X, OCLC 1586648, DOI 10.5169/SEALS-401236, lire en ligne).
- Charles Ferrière, « Encyrtides nouveaux ou peu connus (Hym. Chalcidoidea) », Bulletin de la Société Entomologique Suisse, Société Entomologique Suisse (d), vol. 28,‎ 1955, p. 115 (ISSN 0036-7575 et 2297-539X, OCLC 1586648, DOI 10.5169/SEALS-401239, lire en ligne).
- Charles Ferrière, « Un Aphélinide brachyptère (Hym. Chalcidoidea) », Bulletin de la Société Entomologique Suisse, Société Entomologique Suisse (d), vol. 28,‎ 1955, p. 137 (ISSN 0036-7575 et 2297-539X, OCLC 1586648, DOI 10.5169/SEALS-401240, lire en ligne).
- C. Ferrière, « Nouvelles espèces du genre Paraphaenodiscus Girault (Hym. Encyrtidae) », Bulletin de la Société Entomologique Suisse, Société Entomologique Suisse (d), vol. 29,‎ 1956, p. 391 (ISSN 0036-7575 et 2297-539X, OCLC 1586648, DOI 10.5169/SEALS-401288, lire en ligne).
- C. Ferrière et P. Geier, « Observations sur l'occurrence de l'atrophie alaire chez Trichogramma cacoeciae Marchal (Hym. Chalcid.) », Bulletin de la Société Entomologique Suisse, Société Entomologique Suisse (d), vol. 29,‎ 1956, p. 397 (ISSN 0036-7575 et 2297-539X, OCLC 1586648, DOI 10.5169/SEALS-401289, lire en ligne).
- C. Ferrière, « Réflexions sur la lutte biologique », Bulletin de la Société Entomologique Suisse, Société Entomologique Suisse (d), vol. 30,‎ 1957 (ISSN 0036-7575 et 2297-539X, OCLC 1586648, DOI 10.5169/SEALS-401303, lire en ligne).
- C. Ferrière, « Un nouveau parasite de Thrips en Europe centrale (Hym. Euloph.) », Bulletin de la Société Entomologique Suisse, Société Entomologique Suisse (d), vol. 31,‎ 1958, p. 320 (ISSN 0036-7575 et 2297-539X, OCLC 1586648, DOI 10.5169/SEALS-401347, lire en ligne).

Années 1960
- C. Ferrière, « Notes sur les espèces paléarctiques du genre Prospaltella Ashmead (Hym. Aphelinidae) », Bulletin de la Société Entomologique Suisse, Société Entomologique Suisse (d), vol. 34,‎ 1961, p. 253 (ISSN 0036-7575 et 2297-539X, OCLC 1586648, DOI 10.5169/SEALS-401411, lire en ligne).
- C. Ferrière, « Aphelinides (Hym.) parasites de pucerons : les genres Mesidia Foerster et Mesidiopsis Novicky », Bulletin de la Société Entomologique Suisse, Société Entomologique Suisse (d), vol. 35,‎ 1962, p. 139 (ISSN 0036-7575 et 2297-539X, OCLC 1586648, DOI 10.5169/SEALS-401427, lire en ligne).
- C. Ferrière, « Une nouvelle espèce d'Anthemus de l'Afrique du Nord (Hym. Encyrtidae) », Bulletin de la Société Entomologique Suisse, Société Entomologique Suisse (d), vol. 37,‎ 1965, p. 123 (ISSN 0036-7575 et 2297-539X, OCLC 1586648, DOI 10.5169/SEALS-401474, lire en ligne).
- C. Ferrière, « Eupelmidae du Sahara (Hym. Chalcidoidea) », Bulletin de la Société Entomologique Suisse, Société Entomologique Suisse (d), vol. 39,‎ 1966, p. 118 (ISSN 0036-7575 et 2297-539X, OCLC 1586648, DOI 10.5169/SEALS-401517, lire en ligne).
- C. Ferrière, « Notes sur quelques Chalcidiens nouveaux ou peu connus (Hym.) », Bulletin de la Société Entomologique Suisse, Société Entomologique Suisse (d), vol. 40,‎ 1968, p. 240 (ISSN 0036-7575 et 2297-539X, OCLC 1586648, DOI 10.5169/SEALS-401543, lire en ligne).

Années 1970
- C. Ferrière, « Un nouvel Aphelinide (Hym. Chalcidoidea) de l'Arabie Séoudite », Bulletin de la Société Entomologique Suisse, Société Entomologique Suisse (d), vol. 43,‎ 1970, p. 45 (ISSN 0036-7575 et 2297-539X, OCLC 1586648, DOI 10.5169/SEALS-401610, lire en ligne).
- Charles Ferrière, « Quelques types de Fonscolombe (Hymenoptera, Chalcidoidea et Cynipoidea) au Muséum de Genève », Bulletin de la Société Entomologique Suisse, Société Entomologique Suisse (d), vol. 47,‎ 1974, p. 269 (ISSN 0036-7575 et 2297-539X, OCLC 1586648, DOI 10.5169/SEALS-401741, lire en ligne).